# تابلو اقتصادی

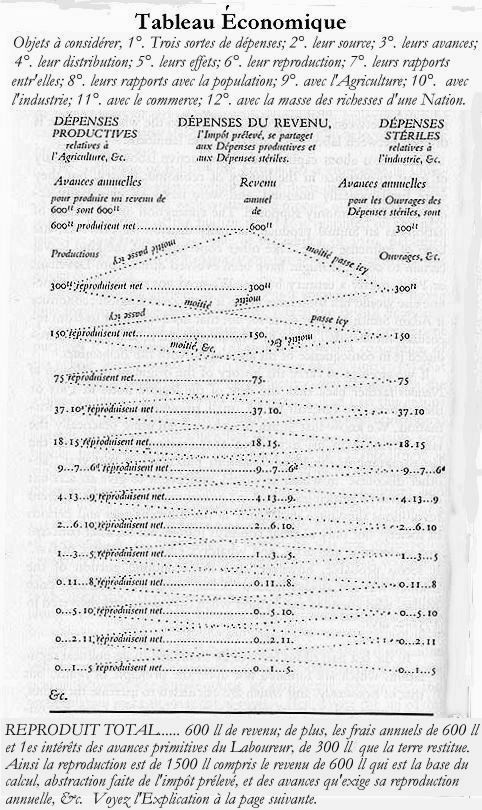
تصویری از تجسم اصلی تابلو توسط کنه، ۱۷۵۹.

تابلو اقتصادی (به فرانسوی: Tableau économique), (تلفظ فرانسوی: [tablo ekɔnɔmik]) اولین بار توسط اقتصاددان فرانسوی فرانسوا کنه در سال ۱۷۵۸ به عنوان یک مدل اقتصادی مطرح شد و سر انجام پایه و اساس مکتب فیزیوکرات اقتصاد شد.
به اعتقاد کنه، تجارت و صنعت محرک اصلی اقتصادی نبوده و آنچه می‌تواند با جاری شدن در قالب بهره و دستمزد و خرید در اقتصاد باشد عامل اصلی ایجاد ثروت باشد مازاد زراعی است. او این عقیده را در نسخه خطی خود از تابلو اقتصادی اثبات کرد.

## مدل
الگویی که کنه ایجاد کرد شامل سه عامل یا محرک اقتصادی است که عبارت اند از: طبقه «مالکان» که صرفاً متشکل از زمین داران بود؛ طبقه «مولد» تشکیل شده از کارگران زراعی و طبقه «بایر» شامل صنعتگران و بازرگانان. نقطه شروع جریان تولید یا نقدینگی بین سه عامل از عامل‌های «انحصاری» آغار می‌شود؛ زیرا آنها صاحبان زمین هستند و قدرت خرید از هر دو عامل دیگر را دارند. بدین ترتیب، الگو پیشنهادی کنه شامل مراحل زیر است (شکل ۱).
1. کشاورز در زمین اجاره ای ۱۵۰۰ واحد غذا را در زمینی که از مالک اجاره کرده‌است تولید می‌کند. ۶۰۰ واحد آن را نزد خود برای مصرف شخصی، دام و کارگران نگه می‌دارد و مابقی را با قیمت ۱ دلار برای هر واحد در بازار به فروش می‌گذارد. ۳۰۰ دلار (۱۵۰ دلار برای خودش و ۱۵۰ دلار برای دستمزد کارگران) از سود فروش را نزد خود برای خرید کالاهای غیر زراعی (لباس، لوازم خانه، و غیره) از صنعتگران و تجار نگه می‌دارد. در نهایت ۶۰۰ دلار سود خالص باقی مانده که در مدل کنه تحت عنوان محصول خالص معرفی می‌شود[۱]
2. صنعتگر به اندازه ۷۵۰ واحد محصول صنعتی تولید می‌کند. برای رسیدن به این مقدار به ۳۰۰ واحد غذا و ۱۵۰ واحد کالای خارجی نیاز دارد. وی همچنین برای سپری کردن زندگی خود سالیانه به ۱۵۰ واحد غذا و ۱۵۰واحد محصول صنعتی نیاز دارد. در مجموع صنعتگر به ۴۵۰ واحد غذا ،۱۵۰ واحد محصول صنعتی و ۱۵۰ واحد کالای خارجی نیازمند است. در نتیجه وی ۴۵۰ دلار غذا از کشاورز و ۱۵۰ دلار کالای خارجی را از بازرگان خریداری می‌کند و در عوض ۶۰۰ واحد محصول صنعتی اش را به قیمت ۶۰۰ دلار در بازار می‌فروشد. ولی از آنجایی که صنعتگر باید از پول نقد خود مواد اولیه سال بعد را تهیه نماید، سود خالصی باقی نمی‌ماند.
3. مالک تنها مصرف‌کننده مواد غذایی و محصول‌های صنعتی است و هیچ محصولی از خود تولید نمی‌کند، ولی ۶۰۰ دلار از اجاره زمین به کشاورز جهت تولید محصولات کشاورزی بدست می‌آورد. ۳۰۰ دلار از این درآمد صرف مواد غذایی و ۳۰۰ دلار باقی مانده صرف محصولات صنعتی مورد نیاز مالک می‌شود. به اعتقاد کنه، مصرف‌کننده بودن شخص مالک او را به اصلی‌ترین محرک اقتصاد تبدیل می‌کند. در واقع تمایل و خواسته مالک به مصرف باعث می‌شود که کل درآمدش را صرف خرید مواد غذایی و محصولات صنعتی کند و بدین طریق باعث درآمدزایی برای سایر عوامل شود.
4. تاجر عامل صادرات مواد غذایی در ازای واردات خارجی است. وی ۱۵۰ دلاری را که از صنعتگر دریافت کرده برای خرید مواد غذایی از بازار استفاده می‌کند؛ با این فرض که غذا را مجدداً از کشور خارج می‌کند تا با کالایی خارجی مبادله کند.

نمودار ۱جریان تولید در تابلو اقتصادی کنه (۴)
این مدل دلیل اختلاف نظر فیزیولوژیست‌ها با کانتیلون (اقتصاددان ایرلندی) در مورد صادرات غذا را توضیح می‌دهد. در واقع، ناتوانی کشاورز و صنعتگر در مصرف بیش از نیاز اولیه خود مصرف در حالی که زمین‌دار (مالک) در حد اشباع مصرف می‌کند و قادر به مصرف بیشتر نیست منجر به شرایط مازاد مواد غذایی می‌شود. از آنجایی که نمی‌توان از غذا به راحتی نگهداری کرد، باید آن را به یک مصرف‌کننده فروخت که اهمیت تاجر در این مرحله مشخص می‌شود.

## تفسیر فیزیوکراتیک
با وجود موارد گفته شده تاجر منبع ثروت نیست. در این خصوص، فیزیوکرات‌ها معتقد بودند که «صنعت و تجارت هیچ‌کدام عامل اجیاد ثروت نمی‌باشند.» یک "توضیح قابل قبول این است که فیزیوکرات‌ها تئوری خود را با توجه به وضعیت واقعی اقتصاد فرانسه توسعه دادند ." در آن زمان حاکمیت فرانسه یک رژیم سلطنتی مطلق بود که در آن ۸–۶ درصد از جمعیت متشکل از زمین دارانی بود که نزدیک به ۵۰ درصد زمین‌ها را در اختیار داشتند. (۵، ص. ۸۵۹) ۸۰٪ از ثروت کشور از طریق کشاورزی حاصل می‌شد و مردم مستأجر «به فعالیت‌های کشاورزی برای امرار معاش و تولید حداقل مشغول بودند و تقریباً تمام درآمد آنها صرف مواد غذایی می‌شد»، این در حالی بود که محصولات صادراتی کشور بیشتر شامل محصولات زراعی، مانند شراب بود. با توجه به تأثیر بارز کشاورزی بر اقتصاد فرانسه، به نظر می‌آید که مدلی پذیرفته می‌شود که به نفع پادشاه زمان بوده باشد.
فیزیوکرات‌ها تازه در مراحل اولیه جبش ضد-سوداگران به سر می‌بردند. جدال کنه با جایگزین شدن صنعت و تجارت بین‌المللی به‌جای نظریه خودش را می‌توان از دو جنبه بررسی کرد. مورد اول، صنعت هیچ ثروتی را کسب نمی‌کند درنتیجه هدایت نیروی کار از کشاورزی به صنعت درواقع منجر به کاهش ثروت کل کشور خواهد شد. از طرفی، گسترش جمعیت باعث پر شدن زمین موجود و افزایش مصرف غذای قابل دسترس می‌شود؛ لذا، اگر زمین‌های تصاحب شده منجر به تولید مواد غذایی نشود، جمعیت باید کاهش پیدا کند. مورد دوم، پیش فرض اصلی سوداگران این است که کشور برای بدست آوردن ثروت بیشتر باید بیش از واردات، صادرات داشته باشد. اما این امر ایجاب می‌کند که کشور باید دارای منابع بیشتر از مصرف داخلی خود باشد. این درحالی است که فرانسه مستعمره قدرتمندی جهت تولید کالاهای نیمه تمام یا تمام مانند انگلیس (کشوری مانند هند را داشت) یا هلند (آمریکای شمالی و آفریقا را داشت) نداشت. مستعمرات رانسه عمدتاً در نواحی کارائیب، آمریکای شمالی و جنوب شرقی آسیا قرار داشتند. اقتصاد هر کدام از این مستعمرات نیز مانند فرانسه مبتنی بر کشاورزی بود و تنها کالای که فرانسه ان را به‌صورت مازاد تولید می‌کرد غذا بود؛ بنابراین تجارت بین‌الملل که بر پایهٔ تولید صنعتی باشد قادر به تولید کافی ثروت تولید نبود.
با تمام موارد ذکر شده کنه مخالف صنعت نبود، بلکه سعی داشتی نظری واقع بینانه به عدم توانایی فرانسه برای بهره‌مندی کامل از بازار صنعتی بدهد. او معتقد بود که صنعتگران و تولیدکنندگان صرفاً با توجه به اندازه بازار داخلی موجود برای کالاهای خود به فرانسه می‌آیند. کنه بیان داشت که «تولید در کشور باید تا اندازه ای جلو برود که مواد اولیه قابل دسترس و نیروی کار مناسب اجازه می‌دهند تا بدین طریق بتواند از نظر هزینه نسبت به رقبای خارجی خود برتری داشته باشد.» هر چیزی بیشتر ازین مبلغ باید از طریق تجارت وارد شود.

## میراث
تابلو اقتصاد به عنوان «اولین فرمول دقیق» از سیستم‌های اقتصادی مستقل است که برای اولین بار به مفهوم افزاینده‌های (ضرایب) اقتصادی اشاره کرده‌است. از جدول (تابلو) مشابهی در تئوری خلق پول تحت بانکداری ذخیره کسری با بازپرداخت سپرده‌ها استفاده می‌شود که نهایتاً به بیان ضریب پول می‌پردازد.
مکت صندوق دستمزد نیز از مفهوم تابلو اقتصاد گرفته شد، که البته بعداً رد شد.
کارل مارکس از نظریه تابلو اقتصادی کنه به عنوان مبنایی برای نظریه گردش مالی خود در کتاب سرمایه جلد ۲ استفاده کرد.